# 中勢鉄道ボコ1形客車
中勢鉄道ボコ1形客車（ちゅうせいてつどうボコ1がたきゃくしゃ）は、中勢鉄道が保有した、旅客・荷物合造客車である。

## 概要
1921年12月の久居 - 大仰間開業に備え、同年10月に堺の梅鉢鉄工場でボコ1 - ボコ4の4両が製造された。

## 車体
車体長8.3mの軽便鉄道向け客車としては一般的な寸法の木造車体で、屋根は浅いシングルルーフ（一重屋根）、床下にトラス棒を備える。
但し、窓配置は極めて特徴的で、V5(1)D3（V：ヴェスティビュール、D：客用・荷物兼用扉、(1)戸袋窓、数字：窓数）となっており、一端に車掌台を兼ねた手小荷物室が設けられていた。妻面は緩く曲面を描いており、新造時には貫通路が設けられていた。

## 主要機器
台車は当時としては一般的な軸バネのない菱枠台車で、車輪径470mm、軸距889mmのものを装着していたが、これは後に車輪径610mm、軸距1,050mmのものへ交換されている。
ブレーキは製造当時の通例通り、手用ブレーキのみが装備されていたが、三重線在籍の他形式と同様、1952年までに全車STE非常弁付き直通ブレーキを取り付け、貫通ブレーキが整備された。

## 運用
新造後、鉄道線規格の大型車として主力となり、その後の形式称号変更でハニ1形ハニ1 - ハニ4となったが、貨客の激減で余剰となり1938年6月8日、三重鉄道へ譲渡されて同社ホハ11形ホハ11 - ホハ14となった。
この内、ホハ11は木炭ガス発生装置を車端部に搭載する代燃動車のシハ81形へ改造されているが、残る3両は1944年2月の三重交通成立で改番され、サ321形サ321 - サ323となった後もそのまま引き続き三重線で客車として使用された。
その後、他形式に準じて貫通路の廃止と車端部のヴェスティビュールへの引戸取り付けによる密閉式車体への改造が実施された。
更に1948年の三重線全線電化完成で不要となったナ141（元シハ81）が客車に戻されて続番のサ324とされ、再び4両が揃った。もっとも、1950年以降サ100形・サ150形、サ360形と順次新型車が投入されるようになったため、これらと入れ替わりに廃車あるいは他社への譲渡が進み、最終的に1956年11月のサ324の廃車をもって三重交通では全廃となった。

## 譲渡車
廃車となった本形式の内、サ321・サ322の2両が尾小屋鉄道へ譲渡され、それぞれホハフ1型ホハフ3・ホハフ5となった。
これらは他の三重交通からの譲渡車と共に運用されたが、尾小屋へ計7両が譲渡された三重交通由来の客車中で唯一、ローラーベアリング付きの台車を装着していたホハフ3が車体更新を実施されて窓配置(1)D4D(1)で上段Hゴム支持、下段上昇式の側窓を備える半鋼製車体となり、こちらは1977年の路線廃止まで主力車として重用された。
これに対し、ほぼ譲渡時の原型を保ったまま運用されたホハフ5は、後半は列車運行本数の削減もあって、予備車として待機状態に置かれ続けることとなり、路線廃止時に解体処分されている。
路線廃止後、ホハフ3は一旦江沼郡山中町の「山中県民の森」で静態保存されたが、その後小松市の粟津公園内にある石川県立小松児童会館（現・いしかわ子ども交流センター小松館）へ譲渡され、整備の上で「なかよし鉄道」として1984年8月1日より運行されている。